# ینس وال
ینس وال (به آلمانی: Jens Wahl) بازیکن فوتبال و مدافع اهل آلمان شرقی بود که از سال ۱۹۸۹ میلادی عضو تیم ملی فوتبال آلمان شرقی بوده‌است. وی در ۱ بازی ملی حضور داشته و در بازی‌های ملی‌اش گلی به ثمر نرساند. ینس وال آخرین بازی ملی خود را در سال ۱۹۸۹ میلادی انجام داد.